# Défis extrêmes : Retour à la maternelle
L'absurdicourse L'île des défis extrêmes (2023-24)
Garderie extrême (Total DramaRama) ou Défis extrêmes : Retour à la maternelle en France une série télévisée d'animation canadienne dérivée de la série Défis extrêmes, diffusée aux États-Unis depuis le 1er septembre 2018 sur Cartoon Network, et au Canada anglais depuis le 7 octobre 2018 sur Teletoon.
Au Québec, la série est diffusée sur Télétoon depuis le 5 janvier 2019, à la suite d'une avant-première le 26 décembre 2018. La deuxième saison est diffusée depuis le 6 septembre 2020.
En France, elle est diffusée depuis le 4 novembre 2019 sur Télétoon+

## Synopsis
La série réintroduit quelques-uns des personnages originaux de L'île des défis extrêmes, Lucas, Jordy, Brigitte, Leshawna, Hugo, Gontran, Harold, Joëlle, Audrey, Édith et Berthe, deux nouveaux élèves intègrent la maternelle dans la saison 3, ces derniers sont Sugar et Dutonnerre, ainsi que Gogo de 6teen, qui entrent dans un univers alternatif où ils sont de jeunes enfants, sous la direction du Chef Albert. Chaque épisode présente des séquences de rêves, des découpages, des blagues visuelles, des confessionnaux et des retours en arrière. D'autres personnages réapparaissent occasionnellement : MacGuire, une concurrente de L'absurdicourse, plusieurs autres personnages Katrine, Loïc, DJ, J.F., Charles, Marilou, Alessandro et Jasmine (aussi de Défis extrêmes), Nikki de 6teen est présente dans un retour en arrière, Louis le présentateur de Défis extrêmes et Joël le présentateur et MacGuire de L'absurdicourse apparaissent dans certains épisodes de la série.

## Distribution

### Voix originales
- Deven Mack : Chef Hatchet
- Emilie-Claire Barlow : Courtney
- Lilly Bartlam : Gwen
- Katie Crown : Izzy
- Cory Doran (en) : Noah
- Kristin Fairlie (en) : Bridgette
- Darren Frost (en) : Harold
- Sarah Gadon : Beth
- Scott McCord (en) : Owen
- Drew Nelson : Duncan
- Christian Potenza : Jude (de 6teen), Chris McLean
- Bahia Watson : Leshawna
- Wyatt White : Cody
- Evany Rosen : MacArthur (de L'absurdicourse)
- Terry McGurrin (en) : Don
- Sunday Muse : Ella
- Tristan Mammitzsch : Max
- Kwaku Adu-Poku : Lightning
- Rochelle Wilson : Sugar

### Voix québécoises
- Joël Legendre : Gogo, Joël
- Wildemir Normil : Chef Albert
- Patrick Chouinard : Gontran
- Benoît Éthier : Hugo
- Élisabeth Lenormand : Édith
- Julie Burroughs : Audrey
- Philippe Martin : Lucas, Jordy
- Lorna Gordon : Leshawna
- Dominique Côté : Harold
- Marika Lhoumeau : Brigitte, Berthe
- Geneviève Désilets : Joëlle
- Julie Beauchemin : MacGuire
- Fanny Rainville : Éléonore
- Tristan Harvey : Max
- Martin Watier : Dutonnerre
- Sarah-Jeanne Labrosse : Sugar
- Antoine Durand : Louis Mercier

- Adaptation : Pierre Therrien
- Directeur de plateau : Louis-Georges Girard
- Studio : Difuze

Source et légende : version québécoise (VQ) sur Forum Doublage québécois

### Voix belges francophones
- Jean-Michel Vovk : Chef
- Prunelle Rulens : Audrey
- Dominique Wagner : Berthe (saison 1)
- Laetitia Lienart : Berthe (saison 2 et 3)
- Mélanie Dermont : Brigitte (saison 1)
- Séverine Cayron : Brigitte (saison 2 et 3)
- Cécile Florin : Édith
- Gauthier de Fauconval : Gontran
- Sébastien Hébrant : Harold
- Aurélien Ringelheim : Hugo
- Nathalie Stas : Joëlle
- Thibaut Delmotte : Jordy
- Mélissa Windal : Leshawna
- Alexandre Crépet : Lucas
- Nicolas Matthys : Flashman
- Sophie Pyronnet : Cynthia
- Maxime Van Santfoort : Jules
- Laurent Vernin : Louis Mercier
- Steve Driesen : Max / Voix Additionnelles
- Nancy Philippot : Aurore
- Pierre Le Bec : Bobby (Saison 3)

## Diffusion
| Saison | Épisodes | États-Unis         | États-Unis       | Canada          | Canada         | Québec          | Québec        | France          | France           |
| Saison | Épisodes | Début de saison    | Fin de saison    | Début de saison | Fin de saison  | Début de saison | Fin de saison | Début de saison | Fin de saison    |
| ------ | -------- | ------------------ | ---------------- | --------------- | -------------- | --------------- | ------------- | --------------- | ---------------- |
| 1      | 51       | 1er septembre 2018 | 30 novembre 2019 | 7 octobre 2018  | 4 août 2019    | 5 janvier 2019  |               | 4 novembre 2019 | 27 novembre 2019 |
| 2      | 51       | 11 janvier 2020    | 27 mars 2021     | 4 avril 2020    | 4 juillet 2021 |                 |               | 4 juin 2021     | 29 juin 2021     |
| 3      | 51       | 3 avril 2021       | 15 avril 2023    | 6 juin 2021     | 22 avril 2023  |                 |               | 4 février 2023  | 25 février 2023  |

## Épisodes

### Première saison (2018-2019)
La première saison de cette série a été annoncée en décembre 2017 et diffusé le 30 juillet 2018 en Amérique du Nord.
| No. de production | No. de saison | Titre québécois              | Titre français                     | Titre original                         |
| ----------------- | ------------- | ---------------------------- | ---------------------------------- | -------------------------------------- |
| 1                 | 1             | Les jouets interdits         | Un bon tuyau                       | Venthalla                              |
| 2                 | 2             | Le jus de la licorne         | Le jus de licorne                  | Duck Duck Juice                        |
| 3                 | 3             | Psycho-poulet                | Roule ma poule !                   | Cluckwork Orange                       |
| 4                 | 4             | Chili spatial                | Chili spatial                      | Free Chili                             |
| 5                 | 5             | Le rendez-vous               | L'admiratrice secrète              | The Date                               |
| 6                 | 6             | Pauvre poisson               | Merlin Frit                        | Aquarium for a Dream                   |
| 7                 | 7             | Chacun sa tour               |                                    | Cuttin' Corners                        |
| 8                 | 8             | Partager, c'est aimer        | Le neun'œuf de l’extrême           | Sharing is Caring                      |
| 9                 | 9             | Une histoire fourmi-dable    | Pourquoi chercher la petite bête ? | Ant We All Just Get Along              |
| 10                | 10            | Congé de maladie             | Le nid à microbes                  | Germ Factory                           |
| 11                | 11            | Mission crème glacée         | Une glace à tous prix              | Cone in 60 Seconds                     |
| 12                | 12            | Les piégeurs de méchants     | Les chasseurs des méchants         | The Bad Guy Busters                    |
| 13                | 13            | La momie du musée            | Emballé, c'est pesé                | That's a Wrap                          |
| 14                | 14            | Le silence des tigres        | La queue du tigre                  | Tiger Fail                             |
| 15                | 15            | Le ninja jaloux              | Ninjalousie                        | A Ninjustice to Harold                 |
| 16                | 16            | Un coin de paradis           | Un pour tous, tous punis           | Having the Timeout of Our Lives        |
| 17                | 17            | Hic hic, hourra !            | Hic hic, hourra !                  | Hic Hic Hooray                         |
| 18                | 18            | Bana-O-Fromage               | Banane et fromage                  | Bananas & Cheese                       |
| 19                | 19            | Meilleurs amis pour toujours | Top fun                            | Inglorious Toddlers                    |
| 20                | 20            | Pas sans mes Choco-Mottons   | Jamais sans mes choco-croûtes      | Not Without My Fudgy Lumps             |
| 21                | 21            | Drôle de manège              | De toutes les couleurs             | Paint That a Shame                     |
| 22                | 22            | À plein nez                  | Les aventuriers du canapé perdu    | Snot Landing                           |
| 23                | 23            | Un défi difficile            | Mlle je-sais-tout                  | Know it All                            |
| 24                | 24            | L'ingrédient secret          | Des gâteaux à faire saliver        | A Licking Time Bomb                    |
| 25                | 25            | Recherche ami à tout prix    | Fais-toi de nouveaux amis          | From Badge to Worse                    |
| 26                | 26            | Vedettes d'Internet          | Star en ligne                      | Toys Will Be Toys                      |
| 27                | 27            | Respecte le casque           | Respecte le casque                 | All Up In Your Drill                   |
| 28                | 28            | Fait d'hiver                 | La combi’                          | Snow Way Out                           |
| 29                | 29            | La vie en rose               | La vie en noir et rose             | Stay Goth, Poodle Girl, Stay Goth      |
| 30                | 30            | Mystère et boule de gomme!   | Opération dégommage                | Gum and Gummer                         |
| 31                | 31            | Tirer les vers du nez        | Les petit vers verts               | Invasion of the Booger Snatchers       |
| 32                | 32            | Les malades imaginaires      | Copines de mensonges               | Wristy Business                        |
| 33                | 33            | Descente en enfer            | La jument multifonctions           | Melter Skelter                         |
| 34                | 34            | Une histoire sans fin        | Au bout du conte                   | The Never Gwending Story               |
| 35                | 35            | Un galopin diablotin         | C'est pas moi, c'est Salto !       | There Are No Hoppy Endings             |
| 36                | 36            | La recette secrète           | Un vrai pot(e) de colle            | Too Much of a Goo'd Thing              |
| 37                | 37            | Conseils de vie              | Édith a dit                        | The Price of Advice                    |
| 38                | 38            | La mère de toutes les cartes | Le dessous des cartes              | Mother of All Cards                    |
| 39                | 39            | Hugo, éducateur hors pair    | Sortie scolaire : sortie galère !  | Duncan Disorderly                      |
| 40                | 40            | Dragon malgré lui            | Conte cauchemardesque              | Soother or Later                       |
| 41                | 41            | Les joies du camping         | Les joies du camping               | Camping in This Tents                  |
| 42                | 42            | Virtuose de l'hypnose        | Un après-midi de chien             | Mutt Ado About Owen                    |
| 43                | 43            | Jean dit                     | Jacadi a dit                       | Simons Are Forever                     |
| 44                | 44            | Hamsterminator               | Arrière, hamster !                 | Stop! Hamster Time                     |
| 45                | 45            | L'abeille et la bête         | Chauffeur privé… de liberté        | Driving Miss Crazy                     |
| 46                | 46            | Entre chien et kangourou     | Une journée de chien               | Weiner Takes All                       |
| 47                | 47            | Une histoire é-pou-vantable  | Apoucalypse now                    | Apoca-lice Now                         |
| 48                | 48            | Jeu de nains, jeu de vilains | Jeux de nains, jeux de vilains     | Gnome More Mister Nice Guy             |
| 49                | 49            | À la bonne heure !           | Retour à l'âge de pierre           | Look Who's Clocking                    |
| 50                | 50            | Harold la mouche             | Gontran à l'école des sorciers     | Harold Swatter and the Goblet of Flies |
| 51                | 51            | Rendez-vous annuel           | Le vengeur musqué                  | Stink. Stank. Stunk.                   |

### Deuxième saison (2020-2021)
Le 13 février 2019, la série a été renouvelée pour une seconde saison qui a été diffusée le 11 janvier 2020 (Avant Première : 27 décembre 2019)
| No. de production | No. de saison | Titre québécois                     | Titre français                | Titre original              |
| ----------------- | ------------- | ----------------------------------- | ----------------------------- | --------------------------- |
| 52                | 1             | Des gants arrogants                 | Les deux font la paire        | Glove Glove Me Do           |
| 53                | 2             | La maîtresse androïde               | La nouvelle maîtresse         | Robo Teacher                |
| 54                | 3             | Quand les zombies auront des dents  | Zombies et caries             | The Tooth About Zombies     |
| 55                | 4             | Toute vérité n'est pas bonne à dire | Jurassic couac                | Lie-Ranosaurus Wrecked      |
| 56                | 5             | Touchez pas à ma chaise             | Relooking extrême             | An Egg-stremely Bad Idea    |
| 57                | 6             | Douleur à l’écran                   | Muscle et mollusques          | Exercising the Demons       |
| 58                | 7             | La Chocopocalypse                   | Sauvons la planète ! (Ou pas) | Pudding the Planet First    |
| 59                | 8             | La super suppléante                 | Accrochez-vous !              | Supply Mom                  |
| 60                | 9             | Chococo Mon Amour                   | Les moelleux miam-miam        | Mooshy Mon Mons             |
| 61                | 10            | L'élève devient le maître           | Une inspection explosive      | Student Becomes the Teacher |
| 62                | 11            | Berthe et les haricots en gelée     | Berthe et la dragée magique   | Beth and the Beanstalk      |
| 63                | 12            | Gala de piñatas                     | Le jeu de casse-casse         | Piñata Regatta              |
| 64                | 13            | Trouve-moi si tu peux               | Un jeu en or                  | A Dame-gerous Game          |
| 65                | 14            | Mission dans les égouts             | Un petit coin de paradis      | Royal Flush                 |
| 66                | 15            | V'la l'bon vent                     | Pegaz, le lutin prouteur      | Total Eclipse of the Fart   |
| 67                | 16            | Des cousins coquins                 | La journée des cousins        | Dissing Cousins             |
| 68                | 17            | Copies conformes                    | Hugo par-ci, Hugo par-là      | For a Few Duncans More      |
| 69                | 18            | Pas drôle, la vie de clown          | Clown un jour, clown toujours | He Who Wears the Clown      |
| 70                | 19            | Des jouets et des souhaits          | Joujoux et cailloux           | Us 'R' Toys                 |
| 71                | 20            | Rêves inachevés                     | Un rêve de cauchemar          | Dream Worriers              |
| 72                | 21            | Grody, c'est le meilleur!           | Jordy inédit                  | Grody to the Maximum        |
| 73                | 22            | Reprendre du poil de la bête        | Galère capillaire             | Wiggin' Out                 |
| 74                | 23            | C'est pas du gâteau                 | L'envers du gâteau            | The Upside of Hunger        |
| 75                | 24            | Une sauce qui pète le feu           | Une sauce d'enfer             | Fire in the Hole            |
| 76                | 25            | Un fantôme adorable                 | Flotteur de fantôme           | Ghoul Spirit                |
| 77                | 26            | Fripouille la Citrouille            | Sacré sucre !                 | Duncan Carving              |
| 78                | 27            | En avant la musique                 | Tubiste en chef               | Tu Ba Or Not Tu Ba          |
| 79                | 28            | Un champion déchu                   | Combat de boboxe              | Dude Where's Macaw          |
| 80                | 29            | Défier Audrey                       | Passé pas si simple           | Way Back Wendel             |
| 81                | 30            | Pièce à conviction                  | Orage ô désespoir             | Stingin' in the Rain        |
| 82                | 31            | Oui, ils existent!                  | Le pire des scénarios         | Cartoon Realism             |
| 83                | 32            | Dîner chaud                         | Les kings du ring             | OWW                         |
| 84                | 33            | Le dindon de la farce               | Merci qui ?                   | Gobble Head                 |
| 85                | 34            | Des lutins et des vilains           | Hugo, c'est pas un cadeau !   | Me, My Elf, and I           |
| 86                | 35            | Les plaisirs de l'hiver             | La magie de l'hiver           | Snow Country for Old Men    |
| 87                | 36            | Affreuse jalousie                   | Le démon de la jalousie       | Jelly Aches                 |
| 88                | 37            | Tout simplement parfaite            | L'intello-illico              | Simply Perfect              |
| 89                | 38            | Le blues de Berthe                  | Petit frère, grosse galère    | Baby Brother Blues          |
| 90                | 39            | Planète Jordy                       | Mission : planète Jordy       | Space Codyty                |
| 91                | 40            | Une gelée bien joyeuse              | La bouillie en gelée          | Snack to the Future         |
| 92                | 41            | Compter les étoiles                 | Gommettes à gogo              | The Gold and the Stickerful |
| 93                | 42            | Monter en graines                   | Mauvaise graine               | Bad Seed                    |
| 94                | 43            | Un poisson nommé Leshawna           | Un poisson nommé Leshawna     | A Fish Called Leshawna      |
| 95                | 44            | Double Zéro Berthe                  | Zéro zéro Berthe              | Double Oh Beth              |
| 96                | 45            | Des punitions bien méritées         | Pas vu, pas pris !            | Duncan Duty                 |
| 97                | 46            | La quête de la perfection           | Une fille parfaite            | Encore'tney                 |
| 98                | 47            | Des croûtes à manger                | Pete za, la pizza             | Life of Pie                 |
| 99                | 48            | Comme par magie                     | Abracad'Harold                | AbaracaDuncan               |
| 100               | 49            | Audrey-cracie                       | La moquette de l'embrouille   | Shock & AWW                 |
| 101               | 50            | Pétomane professionnel              | Ecole district 9              | School District 9           |
| 102               | 51            | L'a-poule-calypse                   | L'apoulcalypse                | The A-Bok-Bok-Bokalypse     |

### Troisième saison (2021-2023)
Le 23 juin 2020, les créateurs ont renouvelé la série pour une troisième saison qui sera diffusée en été 2021.
| No. de production | No. de saison | Titre québécois                                 | Titre français                          | Titre original                              |
| ----------------- | ------------- | ----------------------------------------------- | --------------------------------------- | ------------------------------------------- |
| 103               | 1             | À fond la gomme                                 | La théorie du chewing-gum               | Gumbearable                                 |
| 104               | 2             | Grotesques grimaces                             | De l'autre côté du miroir               | Whack Mirror                                |
| 105               | 3             | Concours de profs                               | Le super prof                           | Broken Back Kotter                          |
| 106               | 4             | Mon copain d'abord                              | Le nouveau copain de Jordy              | Weekend at Buddy's                          |
| 107               | 5             | C'est le métier qui rentre                      | Renvoyée !                              | MacArthur Park                              |
| 108               | 6             | Guerre de mamans                                | La meilleure maman                      | Last Mom Standing                           |
| 109               | 7             | Auto-destruction                                | Le gros parpaing 3000                   | Carmageddon                                 |
| 110               | 8             | Des amis du tonnerre                            | Le plus cool de l'école                 | Sugar & Spice & Lightning & Frights         |
| 111               | 9             | Crocs mignons                                   | Berthe a les crocs                      | Breaking Bite                               |
| 112               | 10            | Méchant cauchemar                               | L'empêcheur de siester en rond          | I Dream of Meanie                           |
| 113               | 11            | Écureuils, écureuils, écureuils                 | Tout est sous contrôle                  | Squirrels Squirrels Squirrels               |
| 114               | 12            | Amis imaginaires                                | Seul et mal accompagné                  | Say Hello to My Little Friends              |
| 115               | 13            | À l'eau?                                        | Le tuyau de la discorde                 | WaterHose-Five                              |
| 116               | 14            | Jordy le barbare                                | Jordy preux chevalier                   | Cody the Barbarian                          |
| 117               | 15            | Au bout du rouleau                              | Au bout du rouleau                      | TP2: Judgement Bidet                        |
| 118               | 16            | Oiseau de malheur                               | Un oiseau de malheur                    | Dial B for Birder                           |
| 119               | 17            | Le pire scénario                                | Droit dans le mur                       | A Hole Lot of Trouble                       |
| 120               | 18            | Petit Gontran deviendra grand                   | La cour des grands                      | A Tall Tale                                 |
| 121               | 19            | Mystère et boule de gomme                       | Chewing-gum sur le podium               | Chews Wisely                                |
| 122               | 20            | Histoire de dindos                              | Le coup du boomerang                    | A Dingo Ate My Duncan                       |
| 123               | 21            | Changement de personnalité                      | Chassez le naturel                      | Erase Yer Head                              |
| 124               | 22            | Virtualité réelle                               | Le casque à virtualité réelle           | Teacher, Soldier, Chef, Spy                 |
| 125               | 23            | Truc-machin-chose                               | Une mascotte nommée Machin-Bidule       | Thingameroo                                 |
| 126               | 24            | Appeler planète Jordy                           | L'élève qui venait d'ailleurs           | CodE.T.                                     |
| 127               | 25            | Quiche fétiche                                  | Le roi de la quiche                     | Quiche It Goodbye                           |
| 128               | 26            | Briser la glace                                 | Souvenir d'Antarctique                  | Ice Guys Finish Last                        |
| 129               | 27            | Mensonges brûlants                              | Le retour des chasseurs de méchants     | Trousering Inferno                          |
| 130               | 28            | La théorie du grand boum                        | La théorie du Big Boum                  | The Big Bangs Theory                        |
| 131               | 29            | L'épeureur épeuré                               | Chef, fait-moi peur                     | Gwen Scary, Gwen Lost                       |
| 132               | 30            | Des bonbons et des bollés                       | Les maths de l'extrême                  | Mad Math: Taffy Road                        |
| 133               | 31            | Un goût de revenez-y pas                        | Les biscuits de l'enfer                 | Bearly Edible                               |
| 134               | 32            | Une histoire décapante                          | Un défi haut en couleurs                | Not for the Paint of Heart                  |
| 135               | 33            | L'adversaire pétrifié                           | La surprise du chef                     | Daycare of Rock                             |
| 136               | 34            | Plus dure sera la chute                         | Le juge, l'escabeau et la crème solaire | Aches and Ladders                           |
| 137               | 35            | La fête de fins damnés                          | Ça sent le sapin                        | The Tree Stooges Save Christmas             |
| 138               | 36            | Un sujet épineux                                | L'amitié, ça pique !                    | Cactus Makes Perfect                        |
| 139               | 37            | La réalité dépasse l'affliction                 | C'est qui le plus fort ?                | Virtual Reality Bites                       |
| 140               | 38            | Agité du bocal                                  | Chloé, la fêlée du bocal                | The Opening Act                             |
| 141               | 39            | Gare aux cochons-garous                         | La petite Cynthia a une ferme           | Van Hogling                                 |
| 142               | 40            | Criminel en puissance                           | Méchant Gontran !                       | Ticking Crime Bomb                          |
| 143               | 41            | Tricoté serré                                   | Pull et Scrupules                       | Knit Wit                                    |
| 144               | 42            | Sages commes des images                         | On est bientôt arrivés ?                | The Fuss on the Bus                         |
| 145               | 43            | Un nouvel i-cône                                | Plein les oreilles                      | The Cone-versation                          |
| 146               | 44            | Un talent viscéral                              | Une pub indigeste                       | Oozing Talent                               |
| 147               | 45            | Bien dans sa peau                               | Le chef fait peau neuve                 | Senior Sinisters                            |
| 148               | 46            | Un homard non standard                          | Cafouillages et Crustacés               | Be Claws I Love You, Shelley                |
| 149               | 47            | Diablement gentil                               | Le guérisseur malgré lui                | Total Trauma Rama                           |
| 150               | 48            | Vol au-dessus d'un nid de cocos                 | À fond les ballons                      | The Doomed Ballooned Marooned               |
| 151               | 49            | Le côté obscur de la farce                      | La punition du siècle                   | Legends of the Paul                         |
| 152               | 50            | Jeu de rôles                                    | Brigitte No Limit                       | A Bridgette Too Far                         |
|                   |               | Un spécial très spécial qui est pas mal spécial |                                         | A Very Special Special That's Quite Special |